# 駐巴拉圭外交機構列表

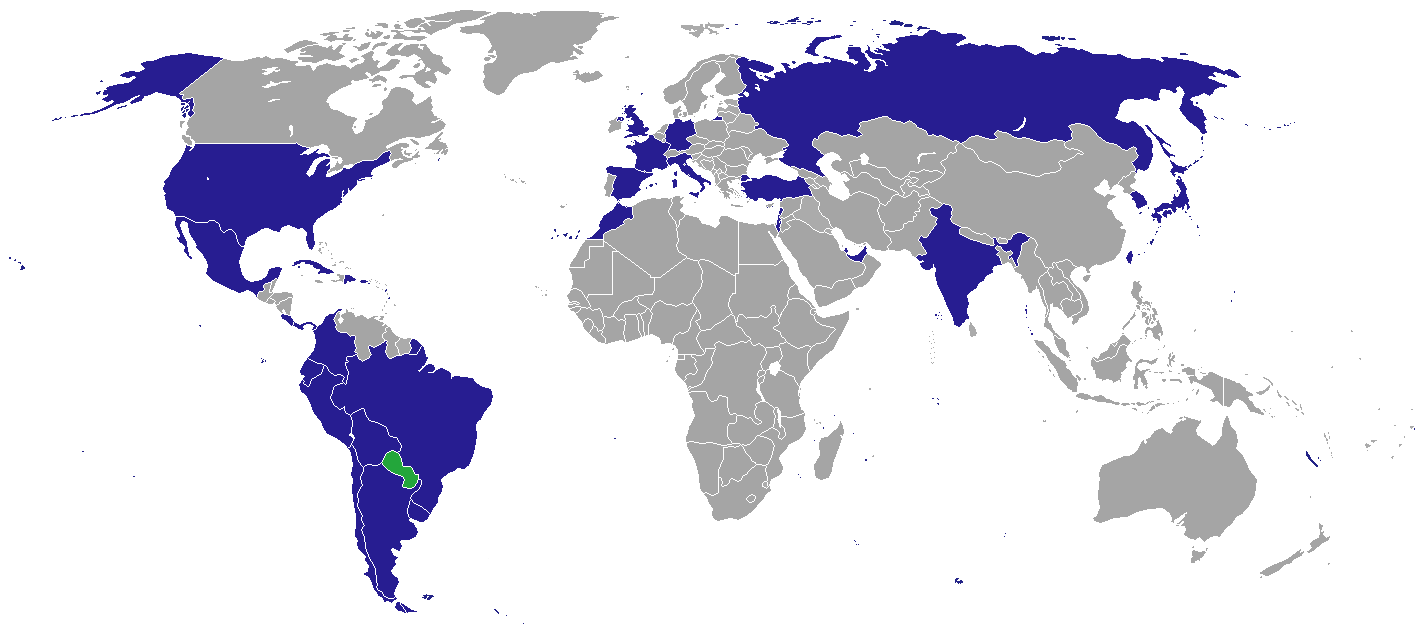
设有驻巴拉圭使馆的国家一览

外國駐巴拉圭外交機構列表為世界各國駐巴拉圭的大使館、總領事館列表。巴拉圭首都亚松森目前拥有30座大使馆。

## 大使馆

### 亚松森
| - 阿根廷 - 玻利维亚 - 巴西 - 智利 - 哥伦比亚 - 古巴 - 法國 - 德国 - 聖座 - 印度 - 義大利 - 日本 | - 黎巴嫩 - 墨西哥 - 摩洛哥 - 巴拿马 - 秘魯 - 俄羅斯 - 馬爾他騎士團 - 西班牙 - 中華民國（大使館） - 土耳其 - 英国 - 美国 - 乌拉圭 |

## 代表处或准外交机构
- 欧盟 (欧盟代表团)

## 总领事馆/领事馆

### 东方市
- 阿根廷
- 巴西
- 中華民國（臺灣）（總領事館）

### 恩卡纳西翁
- 阿根廷
- 巴西 (副领事馆)
- 日本 (领事办公室)

### 萨尔托德尔瓜
- 巴西

### 佩德羅胡安卡瓦列羅
- 巴西（副领事馆）

### 康塞普西翁
- 巴西（副领事馆）

## 已关闭的大使馆
- 以色列
- 委內瑞拉

## 驻他国使馆兼辖
位于布宜诺斯艾利斯
| - 阿尔巴尼亚 - 阿尔及利亚 - 亞美尼亞 - 奥地利 - 比利时 - 保加利亚 - 加拿大 | - 捷克 - 丹麦 - 薩爾瓦多 - 芬兰 - 匈牙利 - 印度尼西亞 - 愛爾蘭 | - 科威特 - 马来西亚 - 荷蘭 - 新西兰 - 尼加拉瓜 - 挪威 - 巴基斯坦 - 波蘭 - 葡萄牙 - 菲律賓 | - 羅馬尼亞 - 沙烏地阿拉伯 - 塞爾維亞 - 斯洛伐克 - 斯洛維尼亞 - 南非 - 叙利亚 - 瑞典 - 泰國 - 阿联酋 - 乌克兰 | - 越南 |

位于巴西利亚
| - 安哥拉 - 賽普勒斯 - 赤道几内亚 - 伊拉克 - 莫桑比克 | - 奈及利亞 - 巴勒斯坦 - 新加坡 - 斯里蘭卡 - 苏里南 - 千里達及托巴哥 |

位于蒙特维多
| - 埃及 - 希腊 - 伊朗 - 瑞士 |

位于其他城市
| - 格瑞那達 (卡拉卡斯) - 冰島 (华盛顿哥伦比亚特区) - 圣基茨和尼维斯 (华盛顿哥伦比亚特区) |